# Riesenrundgemälde
47.25038°N 11.40152°E

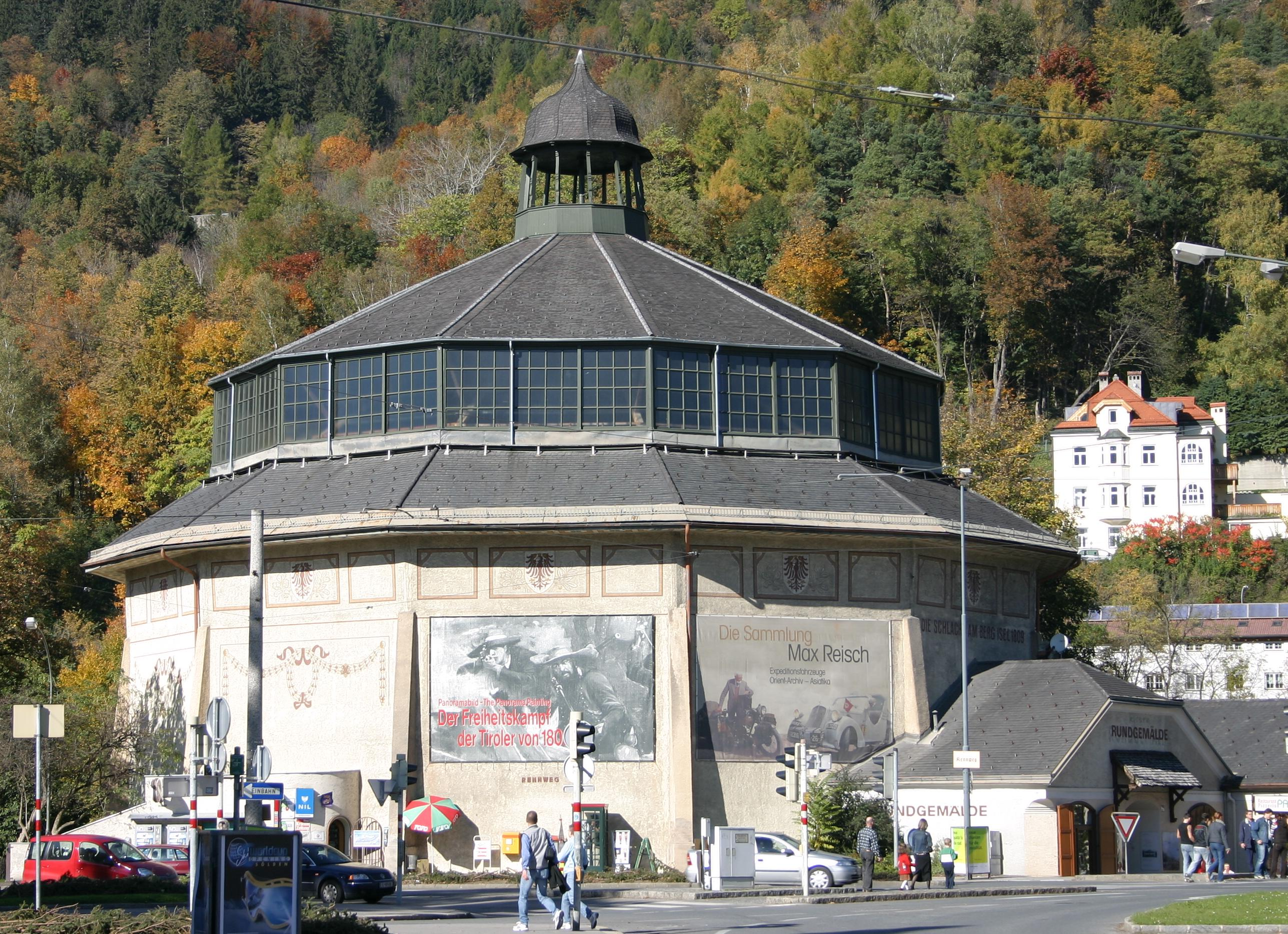
La sede vecchia del Riesenrundgemälde

Il Riesenrundgemälde di Innsbruck è una raffigurazione panoramica.
Su una superficie di 1.000 m² la pittura gigante visualizza la terza battaglia del Monte Isel, avvenuta presso l'omonimo colle poco sopra la città di Innsbruck, durante la quale i Tirolesi, condotti da Andreas Hofer, sconfissero le truppe francesi e bavaresi. L'ordine di creare questa pittura lo ha dato Michael Zeno Diemer, il quale inoltre è stato supportato da Franz von Defregger.
Il dipinto gigante è composto da una piattaforma elevata, sulla quale i visitatori si possono muovere. Il faux terrain, un paesaggio artificiale, dà l'impressione che gli avvenimenti sul quadro siano reali. Il dipinto è stato realizzato su una tavola di legno curvo, in modo che lo spettatore veda il dipinto in un'illusione tridimensionale.
Nel 1906 il Riesenrundgemälde fu spostato a Londra ed esposto presso il "Royal Austrian Exhibition". Solo durante la prima guerra mondiale il dipinto ritornò in Austria, a Vienna.
Nel settembre 2010 il dipinto è stato spostato nel nuovo museo Das Tirol Panorama, appositamente costruito per ospitarlo, situato sul Monte Isel.